# 드비자
드비자(산스크리트어: द्विज)는 "두 번 태어남"을 의미한다. 이 개념은 사람이 육체적으로 처음 태어나고 나중에 영적으로 두 번째로 태어난다는 믿음을 전제로 하는데, 일반적으로 베다 공부를 위한 학교에 입학하는 통과 의례를 거칠 때 이 개념이 적용된다. 이 용어는 전통적인 힌두교 사회 제도 또는 사회 계급인 브라만(사제와 교사), 크샤트리야(전사), 바이샤(농부, 목동, 상인)의 세 가지 바르나에 속하는 구성원을 지칭하기도 하는데, 우파나야나 입문의 삼스카라는 두 번째 또는 영적 탄생으로 간주된다.
드비자라는 단어는 베다나 우파니샤드에도 없고, 슈라우타수트라나 그리야수트라와 같은 베당가 문헌에서도 찾아볼 수 없다. 이 단어는 다르마수트라 문헌에는 거의 나타나지 않는다. 기원전 1세기 중후반의 다르마사스트라 문헌에서 이 단어에 대한 언급이 점점 더 많이 등장한다. 드비자라는 단어의 존재는 해당 문헌이 중세 시대 인도 문헌일 가능성이 높다는 것을 나타내는 지표이다.

## 두 번의 탄생의 의미

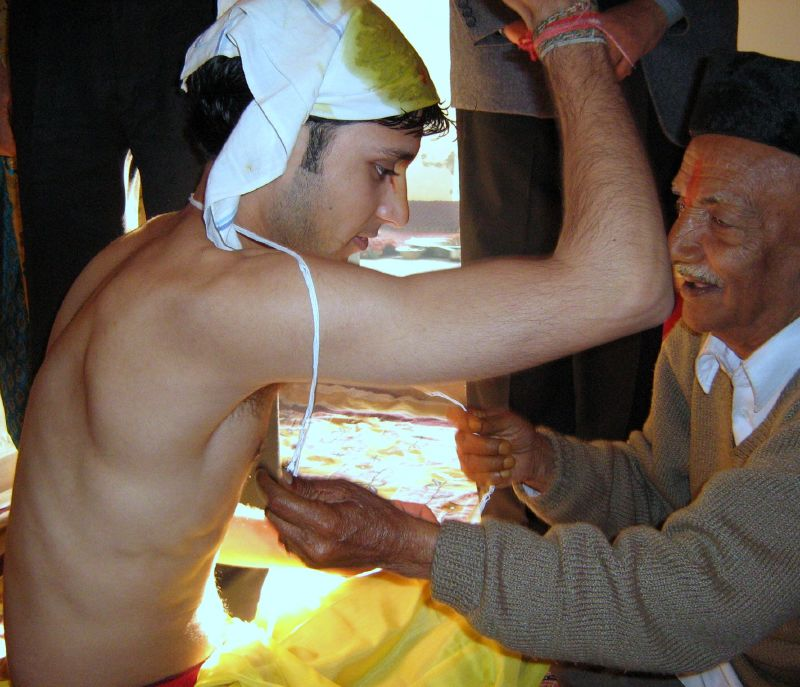
드비자 입문을 기념하는 우파나야남 스레드 의식.

"드비자"는 "두 번 태어난다"는 뜻이다. 첫 번째 탄생은 육체적인 탄생인 반면 두 번째 탄생은 '영적' 탄생이다. 두 번째 '탄생'은 우파나야나 입문식을 통해 사회에서 어떤 역할을 맡게 될 때 일어난다. 예를 들어, 브라만이 학교에 입학하여 궁극적 실체인 브라흐만의 본질에 대해 공부하고 브라마파데샤(설교, 상담)를 추구하게 된다. 전통적으로 크샤트리야는 무기 사용을 배우기 시작하고 바이샤는 무역 견습을 시작한다.
드비자 개념의 전제는 사람이 가정에서는 부모를 통해 육체적으로 태어나고, 학교에서는 학생이 마음을 형성하고 자아를 실현하도록 돕는 스승(구루쿨)을 통해 영적으로 태어난다는 것이었다.

## 문학
드비자라는 단어와 그에 상응하는 드비자티는 베다, 우파니샤드, 베당가 문헌인 비야카라나, 시크샤, 니룩타, 찬다, 슈라우타수트라, 그리야수트라 등 어디에서도 찾아볼 수 없다. 드비잔만과 같은 단어는 리그베다 1.60장에 등장하지만, 문맥상 인간이 아니라 하늘에서 태어났다가 지상으로 옮겨져 다시 태어나는 '불'을 의미한다.
이 용어는 기원전 2세기 이전의 모든 신학 및 의식 관련 텍스트와 가장 초기의 다르마수트라 텍스트에서 누락되어 있다. 가우타마 다르마수트라에서 처음 등장하지만, 나중에 이해되는 문맥에서는 등장하지 않는다.
드비자라는 단어가 처음 등장한 것은 기원전 2세기에서 3세기 사이에 작성된 마누 법전(166회 언급)에서이다. 기원전 4세기 또는 5세기에 쓰인 야즈나발키야 스므리티에는 이 단어가 40회 언급되는 등 그 빈도수가 적다. 방대한 힌두교 서사시인 라마야나와 마하바라타에는 드비자라는 단어가 각각 214회와 1535회 언급되어 있다. 패트릭 올리벨은 이를 통해 드비자가 베다나 고대 힌두교의 전통이 아니라 서기 1천년기에 등장한 혁신이라고 주장한다. 이 단어는 중세 인도의 텍스트일 가능성이 있음을 식별하는 중요한 학술적 표시이다.

## 시사점
중세 인도 문헌에서 드비자는 브라만, 크샤트리야, 바이샤의 세 가지 바르나에 속하는 사람을 가리킨다. 아스발라야나수트라에서는 드비자가 아닌 어린이도 이러한 바르나와 관련된 의무를 수행하고자 하는 경우 드비자 범주에 포함될 수 있다고 명시하고 있다.
그만큼 입문식 (우파나야나) 남성 입문자에게 왼쪽 어깨와 오른쪽 엉덩이의 피부 옆에 착용하는 고리인 신성한 실을 투자한다. 이 드비자 의식은 중세 시대 문헌에서 브라만(사제 및 교사), 크샤트리야(전사), 바이샤(상인)가 교육을 시작하기 전에 받도록 권장했다. 이와 대조적으로 수드라는 이러한 텍스트에서 드비자 의식과 정식 교육을 받을 자격이 없는 것으로 간주되었다.
일부 산스크리트어 텍스트는 다른 견해를 제시한다. 예를 들어, 마하바라타에서는 절제되고 순수한 행동을 하는 수드라가 드비자와 같다고 말하며 수드라가 베다 지식을 소유할 수 있다고 말한다. 19세기 이후 드비자의 개념에 대한 의문은 점점 더 커졌다. 여성들은 특히 인도의 고등 교육 기관에서 산스크리트어와 베다 과목을 수강하고, 베다 구절을 외우며, 심지어 브라만교 의식의 전문가로 봉사하기도 했다.
힌두교 문헌은 구루와 교육에 대한 접근이 남성과 특정 바르나(사회 계급 또는 카스트)로 제한되었는지에 대한 상반된 견해를 제시한다. 베다와 우파니샤드에서는 성별이나 바르나에 따른 제한을 결코 언급하지 않는다. 우파니샤드는 사람의 출생이 영적 지식에 대한 적격성을 결정하는 것이 아니라 단지 사람의 노력과 성실함을 결정한다고 주장한다. 파라스카라 그랴수트라, 고타마 스므리티, 야즈나발카 스므리티와 같은 일부 다르마수트라나 다르마사스트라는 네 가지 바르나 모두 모든 지식 분야에 해당한다고 말하지만, 마누 법전의 구절은 베다 공부는 세 가지 바르나의 남성에게만 가능하고 수드라와 여성은 할 수 없다고 명시하고 있다.
로밀라 타파르는 브라만 학문의 중심지는 모든 드비자 카스트에 개방되어 있었으며, "주로 브라만 학생들을 끌어들인 것으로 보인다"고 말한다. 대부분의 학생이 가족이나 길드에서 도제식 교육을 통해 경제적으로 유용한 기술을 익혔기 때문에 드비자 제한은 이론적인 것일 수 있다.다른 학자들도 드비자 개념을 이론으로 취급하는데, 실제로 고대 및 중세 인도에는 수드라를 포함한 모든 사회 계층이 기술을 배우는 장인 학교가 있었고, 이 장인들과 노동자들이 정교한 예술품과 제품, 대형 사원을 건설했기 때문이다.
실제로 스텔라 크램리쉬와 기타 학자들은 구루의 전통과 교육의 가용성이 고대 및 중세 사회의 모든 부문으로 확대되었다고 주장한다. 리즈 맥킨은 구루 개념이 다양한 계급과 카스트 배경에 걸쳐 널리 퍼져 있으며, 구루가 영입하는 제자들은 성별과 다양한 계급과 카스트에서 온다고 설명한다. 기원전 1세기 중반에 시작된 힌두교의 바크티 운동 당시 구루에는 여성과 모든 바르나의 구성원이 포함되어 있었다.

## 같이 보기
- 세례
- 프리메이슨

### 인용주
1. ↑  The Mahabharata has about 1.8 million words. The word Dvija appears at an average frequency of once every 1170 words.

### 참조주
1. 1 2  Dvija, Encyclopedia Britannica (2014)
2. 1 2  Manilal Bose (1998). 《Social and Cultural History of Ancient India》. Concept. 55–56쪽. ISBN 978-81-7022-598-0.
3. 1 2 3 4 5  Patric Olivelle (2012).  Silvia D'Intino, Caterina Guenzi, 편집. 《Aux abords de la clairière: études indiennes et comparées en l'honneur de Charles Malamoud》. Volume 7 of Bibliothèque de l'École des Hautes Études, Sciences Religieuses: Série Histoire et prosopographie. Brepols, Belgium. 117–132쪽. ISBN 978-2-503-54472-4.
4. 1 2 3  Julia Leslie (2003). 《Authority and Meaning in Indian Religions: Hinduism and the Case of Vālmīki》. Ashgate Publishing, Ltd. 189쪽. ISBN 978-0-7546-3431-7. 2013년 2월 22일에 확인함.
5. ↑  Radha Kumud Mookerji (1989). 《Ancient Indian Education》. Motilal Banarsidass. 67–68, 133쪽. ISBN 978-81-208-0423-4.
6. ↑  Joel Mlecko (1982), The Guru in Hindu Tradition, Numen, Volume 29, Fasc. 1, pages 33-61
7. 1 2 3 4  Patric Olivelle (2012).  Silvia D'Intino, Caterina Guenzi, 편집. 《Aux abords de la clairière: études indiennes et comparées en l'honneur de Charles Malamoud》. Volume 7 of Bibliothèque de l'École des Hautes Études, Sciences Religieuses: Série Histoire et prosopographie. Brepols, Belgium. 124–126쪽. ISBN 978-2-503-54472-4.
8. 1 2  Sures Chandra Banerji (1999). 《A Brief History of Dharmaśāstra》. Abhinav. 176–178쪽. ISBN 978-81-7017-370-0.
9. 1 2 3  KS Murthy (1993), Vedic Hermeneutics, Motilal Banarsidass, ISBN 978-8120811058, pages 14-17
10. 1 2  Arvind Sharma (2000), Classical Hindu Thought: An Introduction, Oxford University Press, ISBN 978-0195644418, pages 147-158
11. 1 2  Romila Thapar (1978). 《Ancient Indian Social History: Some Interpretations》. Orient Blackswan. 126쪽. ISBN 978-81-250-0808-8. 2013년 2월 22일에 확인함.
12. ↑  Stella Kramrisch (1958), Traditions of the Indian Craftsman, The Journal of American Folklore, Volume 71, Number 281, pages 224-230
13. ↑  Samuel Parker (1987), Artistic practice and education in India: A historical overview, Journal of Aesthetic Education, pages 123-141
14. ↑  RN Misra (2011), Silpis in Ancient India: Beyond their Ascribed Locus in Ancient Society, Social Scientist, Vol. 39, No. 7/8, pages 43-54
15. ↑  Stella Kramrisch (1994), Exploring India's Sacred Art (Editor: Barbara Miller), Motilal Banarsidass, ISBN 978-8120812086, pages 59-66
16. ↑  Hartmut Scharfe (2007), Education in Ancient India: Handbook of Oriental Studies, Brill Academic, ISBN 978-9004125568, pages 75-79, 102-103, 197-198, 263-276
17. ↑  Radha Mookerji (2011), Ancient Indian Education: Brahmanical and Buddhist, Motilal Banarsidass, ISBN 978-8120804234, pages 174-175, 270-271
18. ↑  Lise McKean (1996), Divine Enterprise: Gurus and the Hindu Nationalist Movement, University of Chicago Press, ISBN 978-0226560106, pages 14-22, 57-58
19. ↑  John Stratton Hawley (2015), A Storm of Songs: India and the Idea of the Bhakti Movement, Harvard University Press, ISBN 978-0674187467, pages 304-310
20. ↑  Richard Kieckhefer and George Bond (1990), Sainthood: Its Manifestations in World Religions, University of California Press, ISBN 978-0520071896, pages 116-122
21. ↑  Sheldon Pollock (2009), The Language of the Gods in the World of Men, University of California Press, ISBN 978-0520260030, pages 423-431